# Саде, Ицхак
Ицхак Саде (ивр. יצחק שדה‎; имя при рождении — Исаак Ландоберг, 10 августа 1890, Люблин, Российская империя — 21 августа 1952, Тель-Авив, Израиль) — один из создателей Армии Обороны Израиля, руководитель «Пальмаха».
Родился в семье Якова Ландсберга и Ривки Фрадкин. Участвовал в Первой мировой войне, пойдя в армию Российской империи добровольцем. В 1918—20 годах служил командиром в Красной Армии, позже бежал к Врангелю и перебрался в Палестину.
В 1921 году стал командиром Хаганы в Иерусалиме, во время арабского восстания 1929 года принимал участие в военных действиях в Хайфе. Во время арабского восстания 1936-39 годов руководил еврейской поселенческой полицией. Тогда же под его руководством созданы «Полевые роты» (Плугот Саде).
Принимал участие в создании «Пальмаха» в 1941 году и руководил им до 1945 года. С 1945 года — глава генерального штаба «Хаганы».
В ходе арабо-израильской войны 1948 года создал первую бронетанковую бригаду в израильской армии и возглавил её. В качестве генерала участвовал в боях на сирийском, иорданском и египетском фронтах.
В 1949 году после расформирования Пальмаха покинул военную службу.
Известен также как автор эссе, рассказов и пьес.
В его честь названы кибуцы Нир-Ицхак и Машабей-Саде в Негеве, посёлок Сде-Ицхак и многочисленные улицы в израильских городах.